# Platiß
Platiß ist ein Ortsteil der Gemeinde Hellenthal im Kreis Euskirchen, Nordrhein-Westfalen.
Der Ortsteil liegt südlich direkt an Hellenthal in Richtung Hollerath. Durch den Ort führt die Bundesstraße 265 und durch den Ort fließt der Platißbach.
Im Ort gibt es einen Campingplatz, eine Jugendherberge und eine Revierförsterei.
Die VRS-Buslinie 839 der RVK verbindet den Ort, überwiegend als TaxiBusPlus nach Bedarf, mit seinen Nachbarorten und mit Hellenthal.
| Linie | Verlauf |
| ----- | --- |
| 839   | MiKE (außer im Schülerverkehr): Hellenthal Busbf – Platiß – (Unterpreth –) Hollerath – Ramscheid – Ramscheiderhöhe – (Miescheid –) Udenbreth – Losheimergraben – Losheim – Kehr |